# Білобожниця

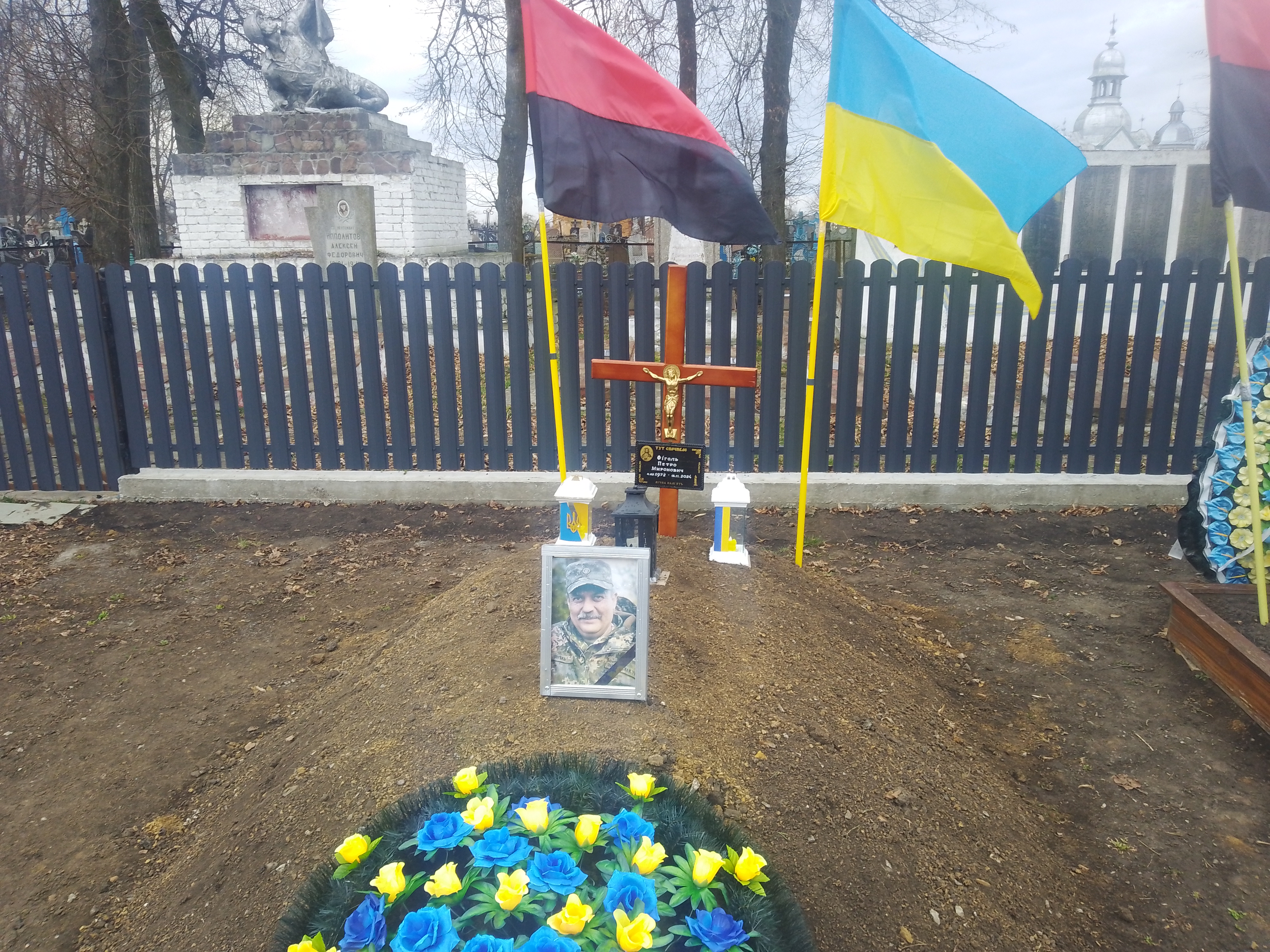
Могила Петра Фіголя

Білобо́жниця — село в Україні, у Білобожницькій сільській громаді Чортківського району Тернопільської области. Центр Білобожницької сільської громади. До Білобожниці приєднано хутір Кривче, було приєднано також хутір Мазурівка (від 2015 — окреме село). Хутір Глибока Долина виведений із облікових даних у зв'язку з переселенням жителів.

## Назва
У 1920-х рр. майбутній учитель гімназії Петро Коструба написав невелику монографію, у якій на основі брошури, знайденої в архіві Народного дому у Львові, стверджував, що Білобожниця — осідок білого бога, а Чортків — осідок чорного бога. За леґендою, назва села походить від побудови церкви (божниці) з білого каменю під час татарських набігів.

## Розташування

Автобусна зупинка в Білобожниці

Розташоване за 7 км від районного центру, залізнична станція. Через село пролягли автошлях і залізниця Чортків–Бучач.
Територія — 3,0 км² Дворів — 709.

### Місцевості
- Кривче — хутір, приєднаний до с. Білобожниця; розташований за 2 км від нього. У 1952 р. на хуторі було 12 будинків, 42 жителі.[3]

## Історія
Сліди перших поселень на території Білобожниці належать до періоду трипільської культури; збереглися залишки могильників доби бронзи.
Білобожниця означає «парфянська (перська) божниця».
Перша письмова згадка датується поки 1453 роком: село згадане в «Актах ґродських і земських Галицьких» 29 січня 1453 року, його власник чи посідач Михайло «Мужило» Бучацький віддавав його в оренду.
Ще одна згадка походить з 1532 р.
Білобожниця згадана в описах подій часів повстання Богдана Хмельницького, під час знищення панських маєтків на західному Поділлі. Одним із перших власників цих поселень був маґістр Жемановський.
Протягом 1672—1683 рр. Білобожниця — містечко, яке перебувало під владою османської Туреччини. Турецький гарнізон, розташований у Чорткові, не раз грабував Білобожницю. Після 1772 р. Білобожниця належала до Заліщицького, згодом — до Чортківського округів.
Документи Галицького намісництва свідчать, що у XVI–XIX ст. Білобожниця мала статус містечка і свій герб. У Львові в Галицькому намісництві збереглися документи, що визнавали за Білобожницею статус містечка із затвердженим для нього гербом. Але Білобожниця залишалася селом, про це свідчили таблиці при в'їздах до населеного пункту.
У 1890-х рр. війт Білобожниці Франц Борисикевич за допомогою фахового архіваріуса віднайшов у Галицькому намісництві документи, що справді визнавали за Білобожницею статус містечка зі встановленням для нього герба. Селу було повернуто титул містечка та герб. При в'їзді та виїзді із села встановлені таблиці з гербом і двомовним написом «Містечко Білобожниця».
У старих церковних книгах залишилися записи, що свідчать про наявність у Білобожниці у XVIII ст. трьох церков: святого Миколая, Преображення і святого Михаїла.
Наприкінці XVIII ст. відбулися заворушення між місцевими жителями та євреями з Буданова й Чорткова. За деякими даними, євреї й спалили містечко.
У шематизмі 1892 р. зафіксовано, що в 1810 р. це місце заселили люди з інших сіл.
16 травня 1848 р. в селі, як і повсюди в Галичині, ліквідовано панщину, про що свідчить встановлений кам'яний хрест (оновлений 1989 р.).
1914 р. мешканці села, які проживали вздовж дороги на Бучач, назвали вулицю іменем Т. Шевченка, вздовж дороги на Теребовлю — іменем М. Шашкевича.
За статистикою, у селі у 1900 р. — 1386 жителів, 1910—1463, 1921—1296, 1931—1511 жителів; у 1921 р. — 279, 1931—305 дворів.
Перші згадки про школу датовані серединою XIX ст. і пов'язані з першим учителем Кострубою, батьком двох відомих діячів — Петра й Теофіла. За Австро-Угорщини діяла 2-класна школа з українською мовою навчання, за Польщі — 3-класна утраквістична (двомовна). Учителем школи напередодні Першої світової війни був Іван Дембіцький; за Польщі — Шегедин. 1934 р. в селі відкрито 4-річну школу (директор Стефанія Вількушевська), згодом переоблаштовану на 7-річну.
До Легіону УСС зголосилися Григорій Полутренко, Гнат і Осип Юрчишини та інші мешканці села.
Під час так званої пацифікації польські жандарми, шукаючи зброю, порозшивали в Білобожниці дахи будинків; польські шовіністи тричі скидали хрест на могилі Українського Січового Стрільця С. Кутного.
1 серпня 1934 року село увійшло до складу новоутвореної сільської гміни Білобожниця.
Після встановлення радянської влади, у 1940 р. в Чортківській тюрмі органи НКВС замучили та розстріляли мешканців Білобожниці: Антона Заячківського, Михайла Підвисоцького, Петра Полутренка, Ольгу і Теодозія Руданських, Івана Юрчинського; виселили дружину А. Заячківського і 4 родини в Сибір.
20–21 липня 1941 р. в місті Умані на Черкащині розстріляли Олексія Пилявського, Миколу Савчина та Івана Старика. Від 7 липня 1941 р. до 23 березня 1944 р. село перебувало під нацистською окупацією.
В УПА воювали: 
- Петро Гураль,
- Іван Наконечний,
- Григорій Полутренко,
- Софія Полутренко,
- Володимир Харевич,
- Гнат Юрчишин,
- Йосип Юрчишин,
- Софія Козарів,
- Ганна Кушнір-Кухта,
- Микола Матковський,
- Степан Матковський,
- Софія Пилявська-Червоняк,
- Ганна Почигайло,
- Марія Сеньків,
- Марія Стадник-Попович,
- Ярослава Талоха-Стрілець,
- Марія Штепа,
- Михайло Байтало.

Під час німецько-радянської війни загинули або пропали безвісти у Червоній армії 56 осіб: 
- Богдан Антків (нар. 1917),
- Михайло Боднар (нар. 1916),
- Петро Боднар (нар. 1904),
- Андрій Божегора (нар. 1904),
- Йосип Борик (нар. 1926),
- Кароль Возняк (нар. 1905),
- Михайло Гаврись (нар. 1919),
- Йосип Гаркус (нар. 1920),
- Іван Герасимів (нар. 1910),
- Юлій Гладій (нар. 1921),
- Максим Деркач (нар. 1908),
- Омелян Звірок (нар. 1910),
- Теофілій Звірок (нар. 1914),
- Михайло Казимир Калач (нар. 1919),
- Михайло Калач (нар. 1912),
- Петро Калач (нар. 1911).

5 квітня 1944 р. німецько-нацистські війська захопили села Білобожниця та Мазурівка, що дозволило їм контролювати автодорогу Чортків — Бучач.
У 1944 р. в Білобожницю з території Польщі переселені українські родини Демковичів, Коренецьких, Назарів, Сиваків, Скибіцьких, Шевчуків; згодом у село переїхали сім'ї Королів, Малиновських і Матвіївих.
За зв'язок з підпіллям засуджені Юлія Старик, Софія Стріха, Софія Козарів, Софія Пилявська, Іванна Полутренко.
Упродовж 1940—1959 рр. Білобожниця — районний центр.
У 1960-х рр. на братській могилі спорудили «Обеліск пам'яті» жителям Білобожниці, які не повернулися з німецько-радянської війни.
З 4 вересня 2015 року Білобожниця є центром Білобожницької сільської громади.
12 червня 2020 року, відповідно до розпорядження Кабінету Міністрів України № 724-р «Про визначення адміністративних центрів та затвердження територій територіальних громад Тернопільської області» увійшло до складу Білобожницької сільської громади.
19 липня 2020 року, в результаті адміністративно-територіальної реформи та ліквідації Чортківського району (1940—2020), увійшло до складу новоутвореного Чортківського району.
У 2021 році режисерка Марія Яремчук знімала документальний фільм «Марія» з циклу «Жива УПА», вихід на екрани якого очікується у листопаді 2021 року.

## Населення

### Мова
Розподіл населення за рідною мовою за даними перепису 2001 року:
| Мова       | Кількість | Відсоток |
| ---------- | --------- | -------- |
| українська | 2021      | 99.31%   |
| російська  | 9         | 0.44%    |
| польська   | 4         | 0.20%    |
| білоруська | 1         | 0.05%    |
| Усього     | 2035      | 100%     |

## Символіка

### Герб
Затверджений 27 серпня 1909 р. (у цей період Білобожниця мала офіційний статус торгового містечка Чортківського повіту Королівства Галичини і Володимирії).
Щит поділений перекинуто-вилоподібно: у першому синьому полі золотий коронований лев, у другому червоному полі золотий грецький, навскіс перехрещений хрест, у третьому золотому полі навпереміну дубові листки й жолуді натуральної барви.

## Релігія
- церква Преображення Господнього (ПЦУ[15]; 1901 р.; мурована, відбудована 1991 р.)
- церква Преображення Господнього (УГКЦ; 2008 р.);
- костел святих апостолів Петра і Павла (2001 р.);

Каплички
- Матері Божої (автор Б. Погорецький),
- Ісуса Христа (за сприяння  сім'ї Ігора Ноги)
- капличка (побудована за сприяння сім'ї Івана Старика, реставрована 2006),
- Діви Марії (збудувала у 1990-х рр. родина Мирослава Гломби),
- Матері Божої Люрдської (побудував Михайло Сушко у 2010),
- Хрещення Господнього (скульптор Олег Котик, художник-виконавець Роман Пендак; 2012)

## Пам'ятники

Погруддя Лесі Українки

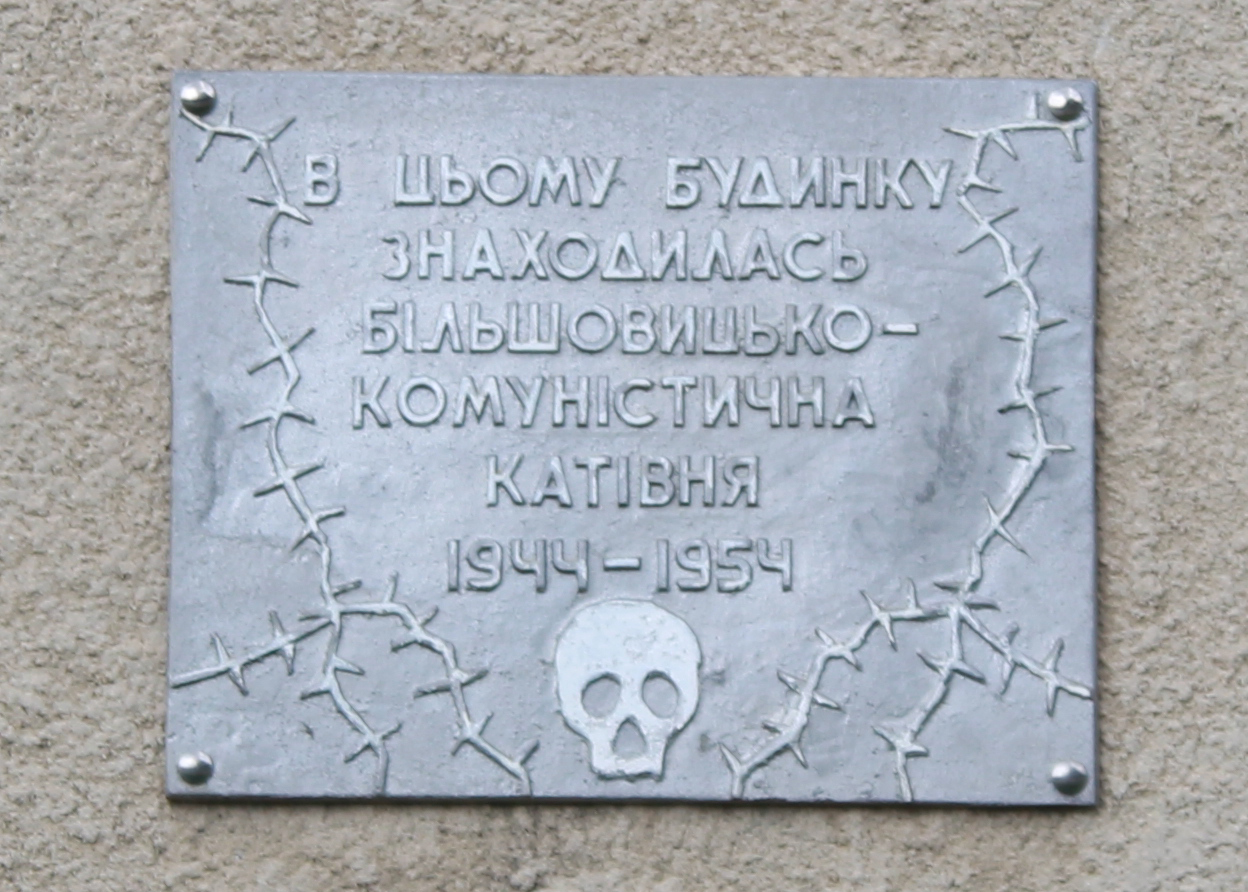
Табличка на будинку колишньої більшовицької катівні

У 1993 р. насипано могилу і встановлено пам'ятний хрест Борцям за волю України.
Споруджено
- пам'ятний знак на честь скасування панщини (1848);
- пам'ятник Лесі Українці (1967)
- пам'ятник лікареві-окулісту Михайлові Борисикевичу (1990);

## Населення
| 1336 | 1463 | 1296 | 1511 | 1862 | 1616 |

## Соціальна сфера
Перед Другою світовою війною збудовано Народний дім; діяли філії товариств «Рідна школа», «Союз Українок», «Січ» та ін., читальня «Просвіти».
У 1946 р. примусово створено колгосп (голова правління Лев Іліїв); 1960 р. до нього приєднано господарства сіл Семаківці й Калинівщина; за ним було закріплено 2,4 тис. га угідь. Провідні галузі — рільництво і тваринництво.
У 1985 р. від колгоспу від'єднали господарства сіл Ридодуби та Білий Потік.
Працювали цегельний завод, завод переробки олійних культур, організа- ція «Міжколгоспбуд» (від 1957 р.), хлібоприймальний пункт, хлібопекарня, лікарня. 1956 р. Білобожницю електрифіковано. Від 1959 р. функціонує сільська рада (перший голова Микола Калань).
1961 р. представники радянської влади закрили церкву.
У 1962 р. в селі запрацювали поштове відділення, заготівельна контора.
1970 р. побудовано Торговий дім; почав роботу комбінат хлібопродуктів, 1973 р. — комбікормовий завод.
У селі був хор, який отримав звання народного (керівник Мирослав Греськів), духовий оркестр, створено футбольну команду.
У 1980-ті рр. Білобожницю газифіковано, прокладено водовід.
1989 р. відновила діяльність філія товариства «Просвіта» (голова Анна Савка).
У 1995 р. на базі колишнього колгоспу після його розпаювання засновано ПАП «Білобожницьке».
Нині працюють школа (від 1934р.), дитячий садочок «Дзвіночок» (від 1956); Будинок культури (від 1986); клуб (хутір Мазурівка); аптека, протитуберкульозний диспансер (від 1958), амбулаторія загальної практики та сімейної медицини, ФАП (хутір Мазурівка); бібліотека, відділення Ощадбанку, СТО, автозаправка, ПАП «Білобожницьке», ПП «Господар», комбікормовий завод, торгові заклади і заклади громадського харчування

## Відомі люди

### Народились
- Йосип Антків (1915—2001) — педагог, релігійний діяч;
- Ольга Барна (Шевчук) (нар. 1969) - українська науковець та освітянка.
- Степан Борик (нар. 1934) — заслужений лікар України;
- Михайло Борисикевич (1848—1899) — вчений-офтальмолог, професор;
- Войчишин Віктор Ігорович (1989-2024) — український військовослужбовець, учасник російсько-української війни[17][18][19];
- Світлана Гавенко (нар. 1959) — вчений-поліграфіст;
- Ярослав Гнатюк (нар. 1946) — співак;
- Йосиф Заячківський (1889—1952) — релігійний діяч (Італія);
- Іван Кобилянський (1941—1997) — композитор, дириґент, діяч культури;
- Наталія Коломієць-Кучма (нар. 1968) — правник, господарник;
- Микола Кондратенко (нар. 1948) — військовик, полковник;
- Євген-Володимир Полотнюк (1906—1943) — пластовий, спортивний, громадський діяч, чоловік письмениці Ірини Вільде;[20] (за іншими даними, народився в с. Підмонастир, нині Перемишлянський район, Львівська область[джерело?])
- Платон-Іван Полотнюк (1908—1938) — учасник національно-визвольних змагань;
- Віталій Радинський (нар. 1957) — правник, полковник міліції, господарник;
- Василь Савчин (нар. 1960) — вчений-хірург;
- Тарас Сеньків (нар. 1960) — душпастир, літератор;
- Іван Ставничий (1879—1959) — художник;
- Галина Старик-Квасницька (нар. 1955) — фармацевт, член правління всеукраїнської аптечної асоціації (м. Київ), господарниця;
- Петро Старик (1930—2008) — учений у галузі фізики напівпровідникових матеріалів, доктор фізико-математичних наук, професор;
- Ігор Федорків (нар. 1943) — залізничник, громадський діяч;
- Фіголь Петро Миронович (1972-2024) — український військовослужбовець, учасник російсько-української війни[21][22];
- Холоднюк Руслан Омельянович (1975-2023) — український військовослужбовець, учасник російсько-української війни[23][24][25];
- Віктор Хоменко (нар. 1947) — народний цілитель, спортсмен, майстер спорту СРСР з вільної боротьби (1974);
- Лев Ясінчук (1882—1963) — громадський і культурно-освітній діяч (США).

### Навчалися
Місцеву школу закінчили актори, народні артисти України Адам Цибульський (нар. 1948) та Мирослав Коцюлим (1943—2005).

### Перебували
У Білобожниці кілька разів перебувала прозаїк Ірина Вільде (1907—1982).
У 1922—1928 рр. проживав о. Теофіл Коструба ЧСВВ (1907—1943) — історик, літературознавець, журналіст, політолог.

### Поховані
Павлюк Андрій Васильович (1994-2022) — український пасічник, громадський діяч, військовослужбовець, учасник російсько-української війни; 

## У літературі
Людмила Швалюк видала про Білобожницю книгу «Стежина до рідної хати» (Тернопіль, 2009)

## Галерея

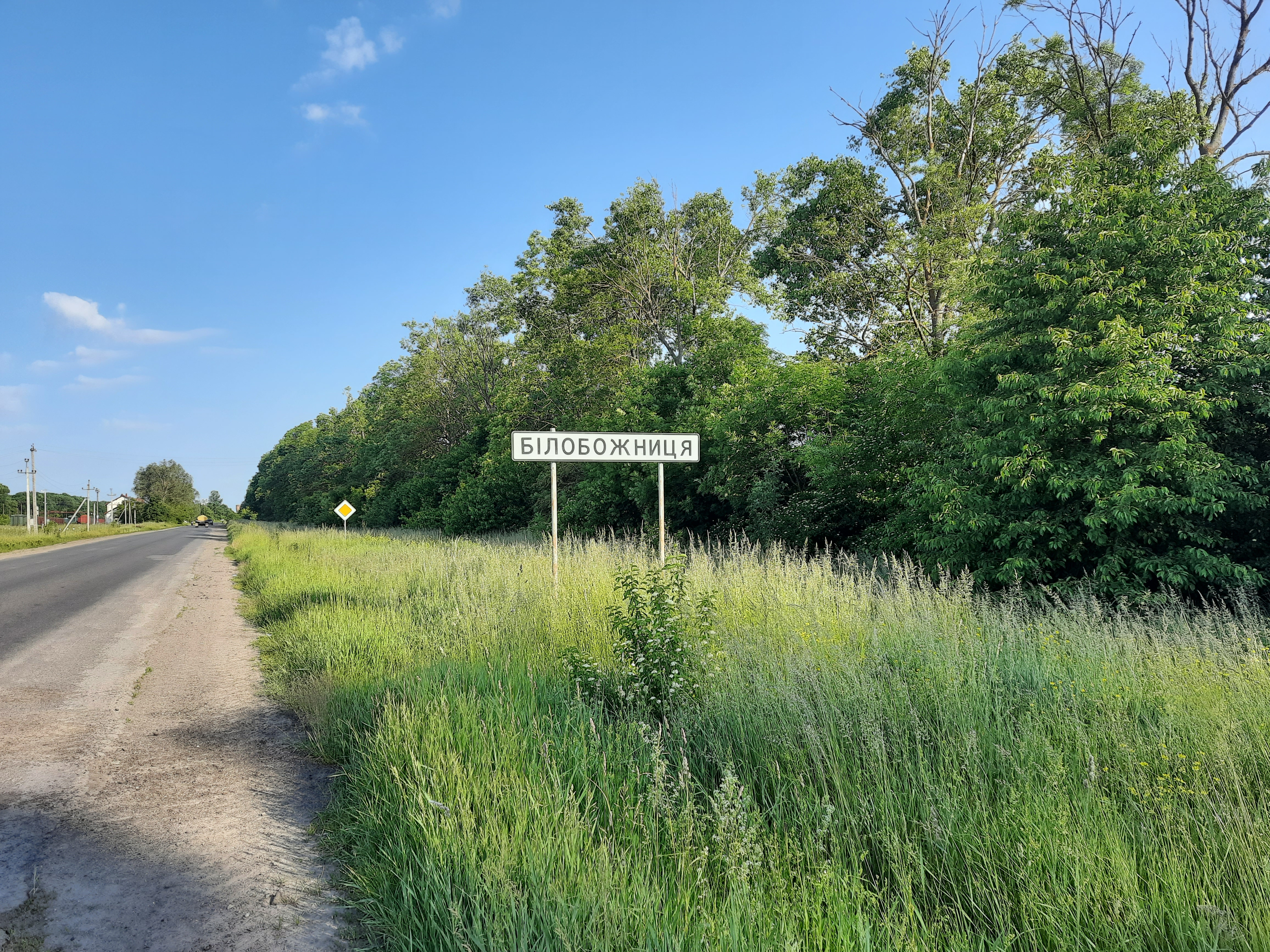
Дорожній знак при в'їзді в село
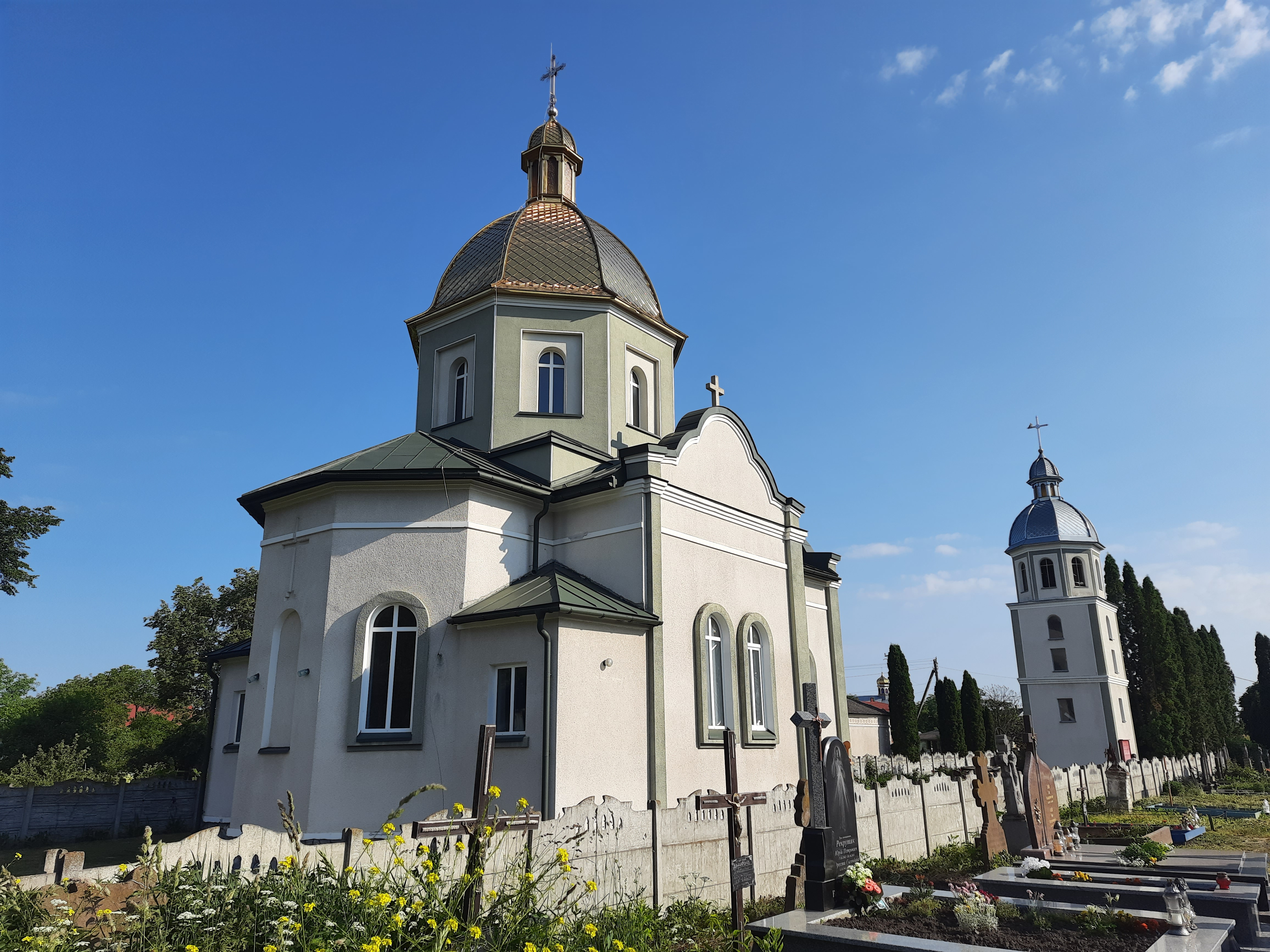
Церква Преображення Господнього (УГКЦ) 1901 р
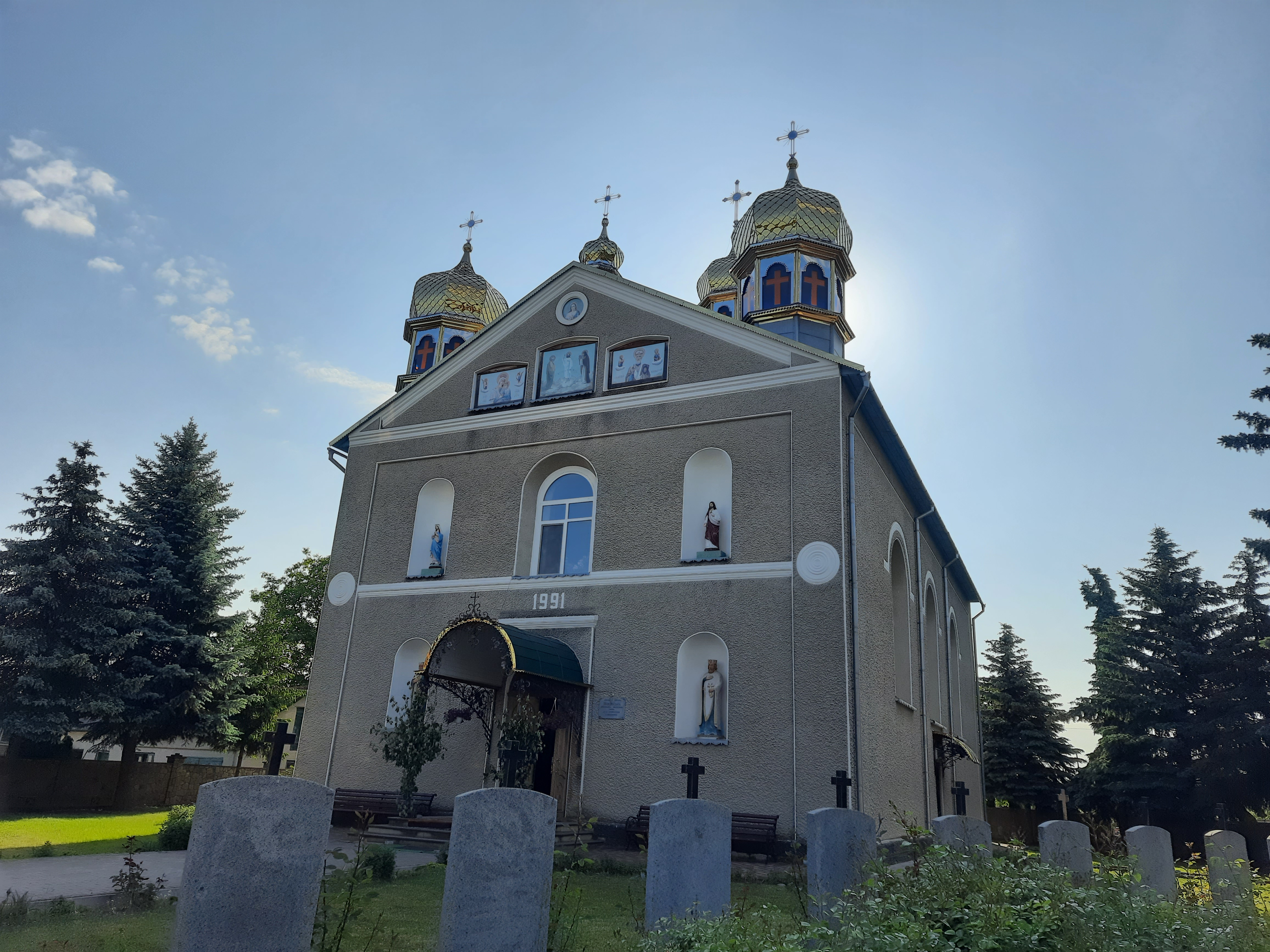
Церква Преображення Господнього (ПЦУ)
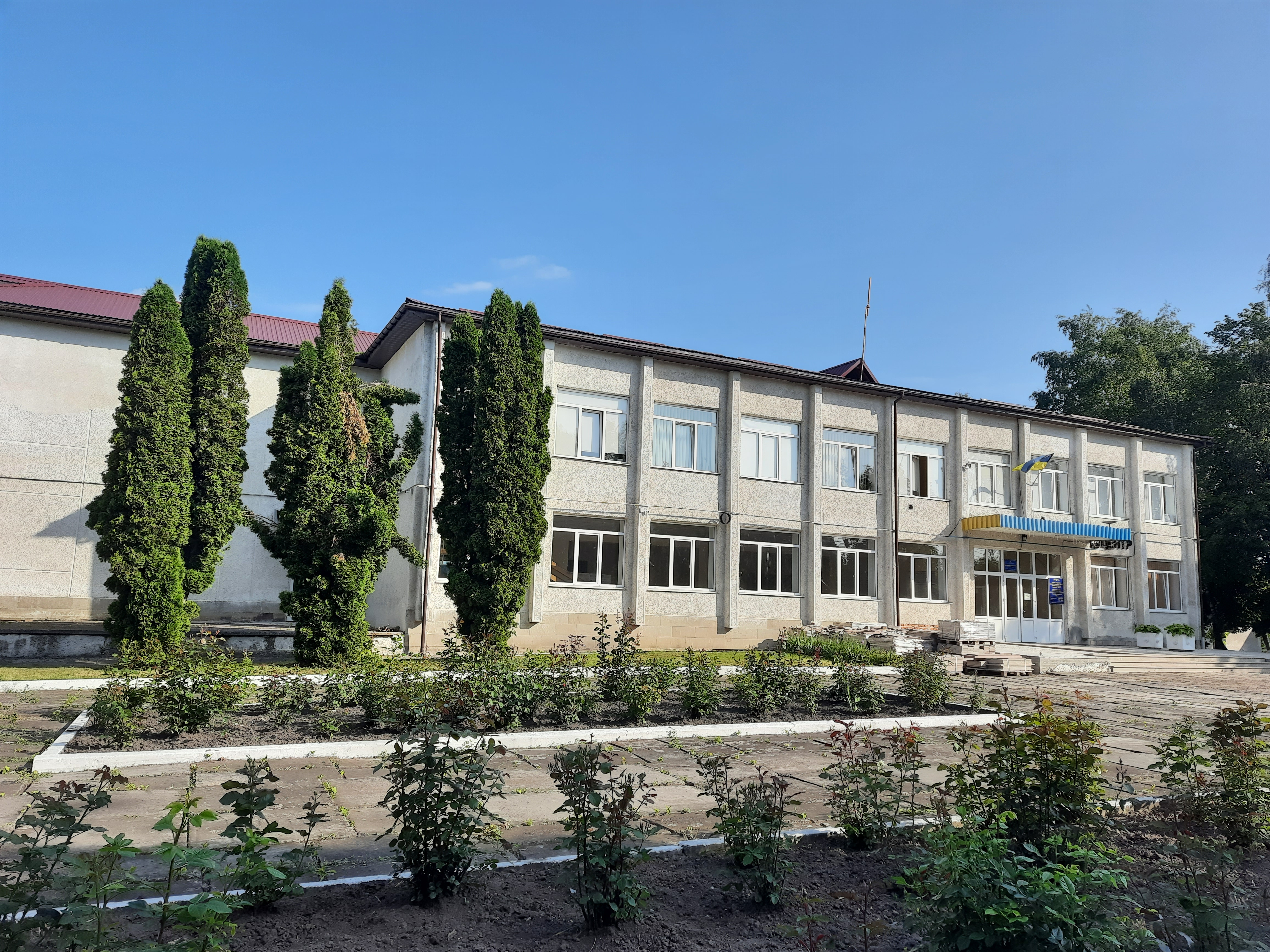
Будинок культури
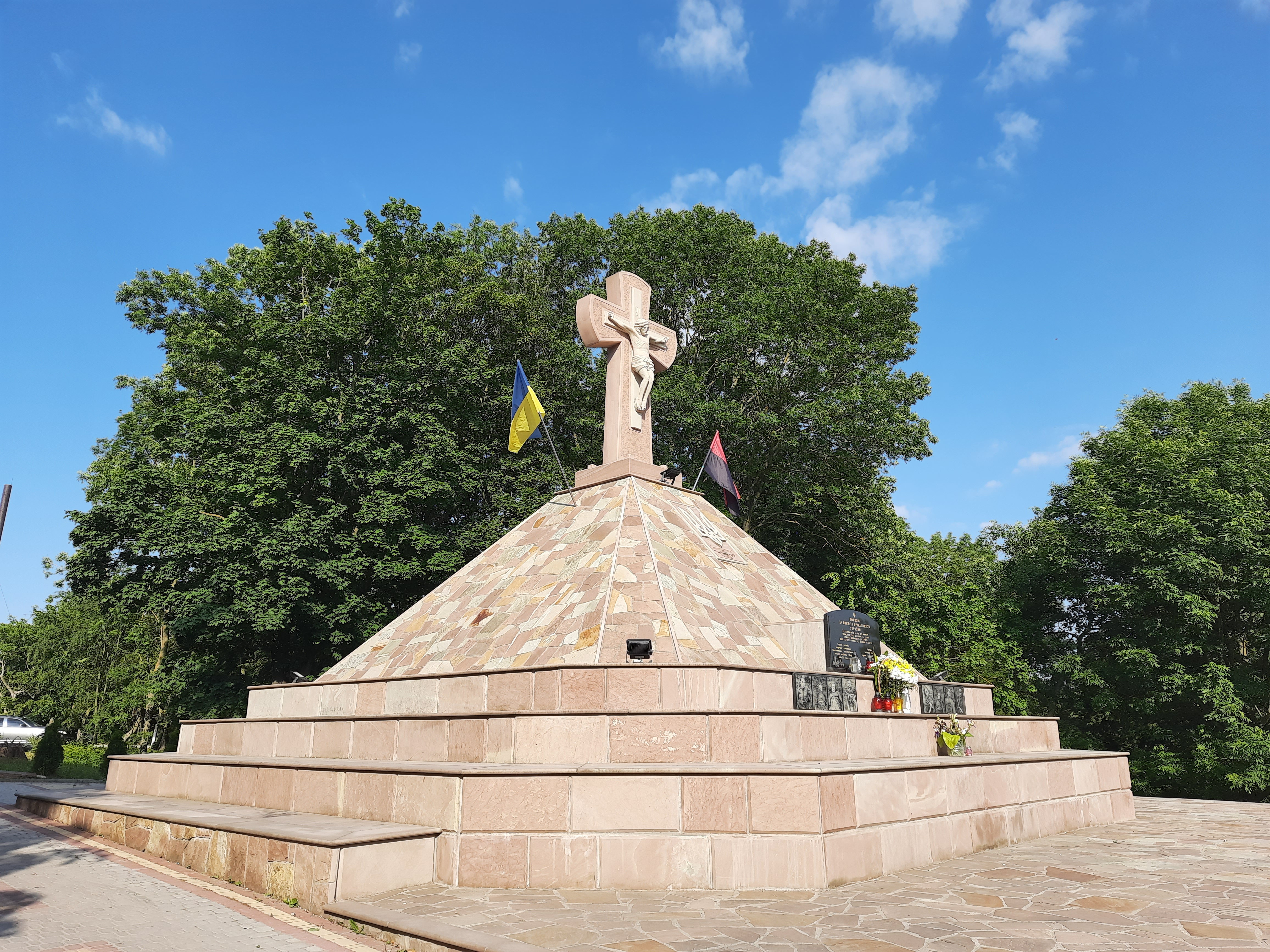
Пам'ятник Борцям за волю України
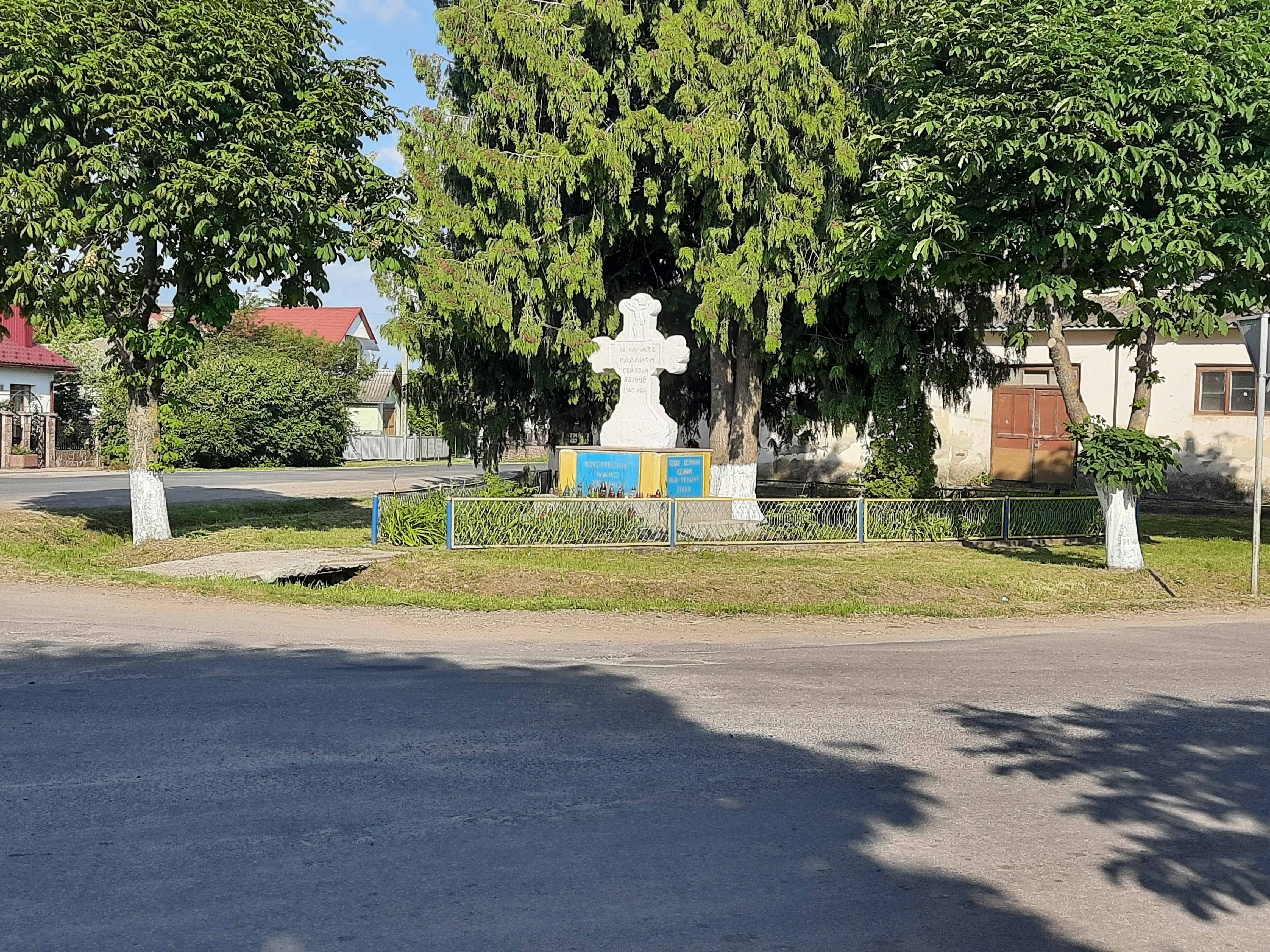
Пам'ятний знак на честь скасування панщини
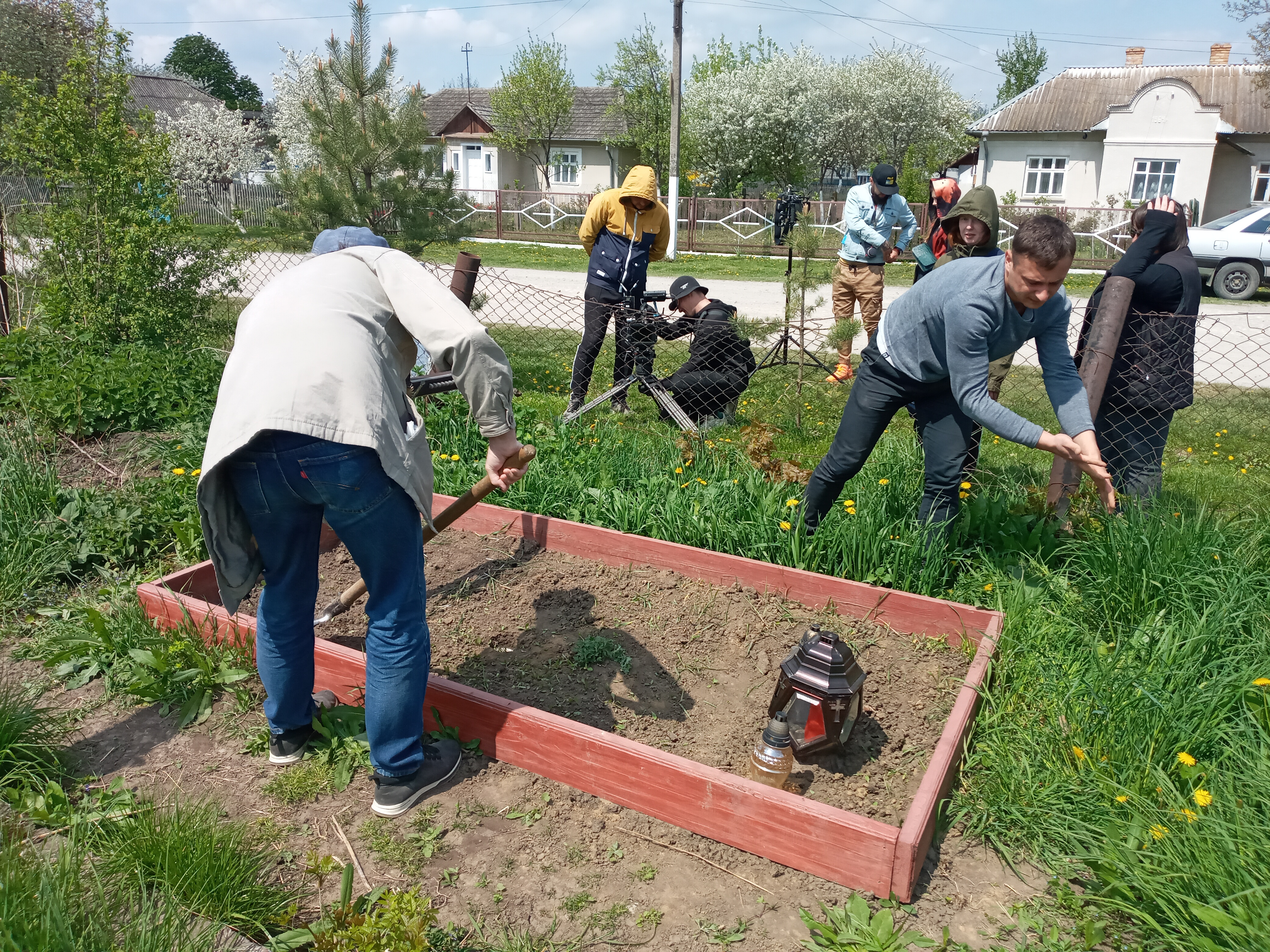
Зйомки фільму «Марія»
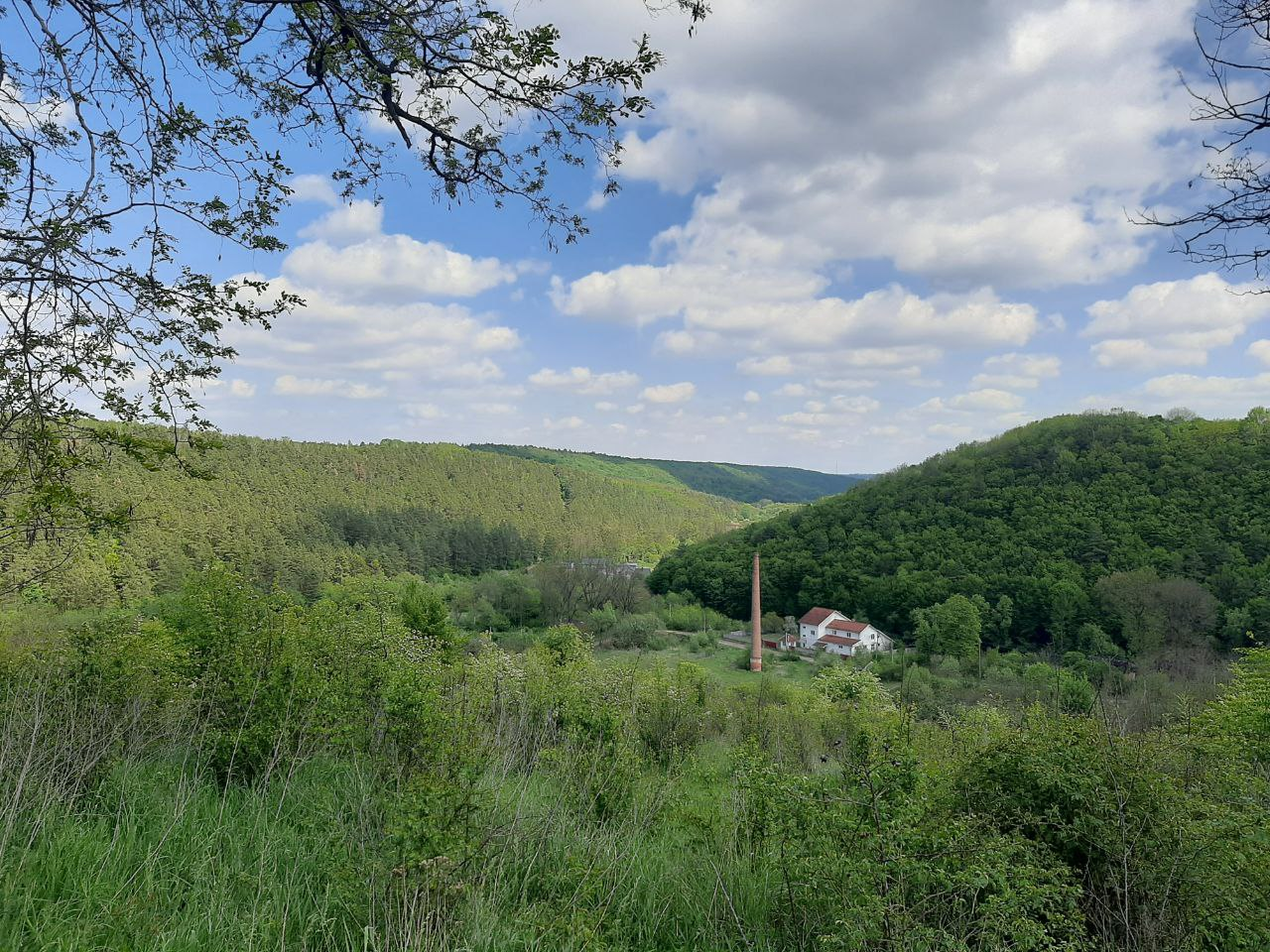
Природа
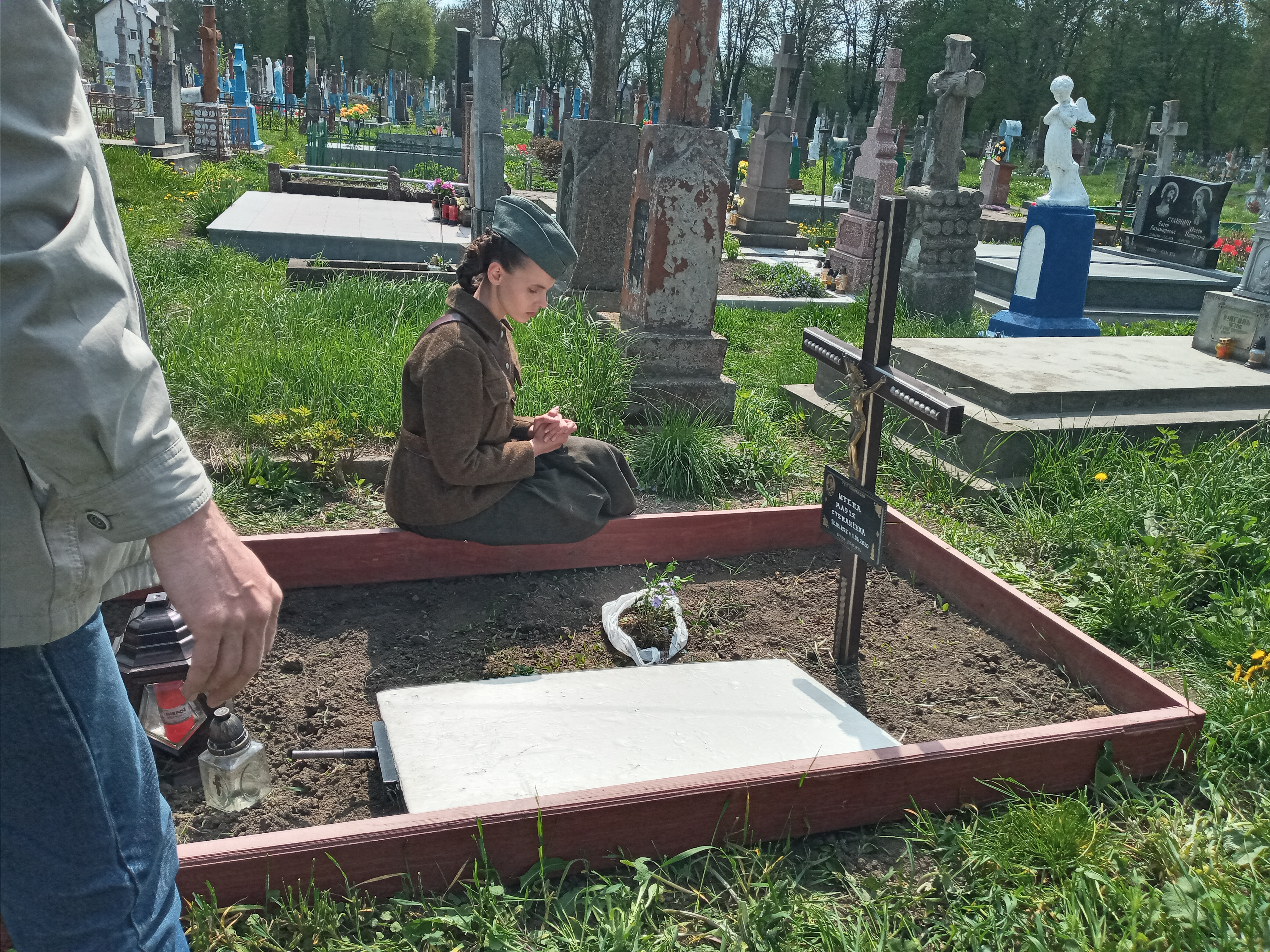
Могила Марії Штепи (травень 2021)